# Nikos Dambizas
Nikos Dambizas, gr. Νίκος Νταμπίζας (ur. 3 sierpnia 1973 w Ptolemaidzie) – grecki piłkarz występujący na pozycji środkowego obrońcy.

## Kariera
Profesjonalną karierę Dambizas zaczynał w Olympiakosie Pireus w sezonie 1994-1995. W roku 1997 po występach w Pireusie Grek przeszedł do angielskiego Newcastle United, gdzie grał przez następnych sześć sezonów. Kolejnym klubem w karierze obrońcy był Leicester City. Tu także miał miejsce w składzie. Od sierpnia 2005 roku do 2011 występował w ojczyźnie, a mianowicie w AE Larisa.
W reprezentacji Grecji zadebiutował w październiku 1994 roku w meczu przeciwko Finlandii. Dambizas z reprezentacją zdobył Mistrzostwo Europy w 2004 roku. Na tym turnieju Dambizas był rezerwowym.

## Sukcesy
- Puchar Grecji z Olympiakosem Pireus w 1997 roku.
- Mistrzostwo Europy w 2004 roku z reprezentacją Grecji.